# Uroleucon dubium
Uroleucon dubium är en insektsart. Uroleucon dubium ingår i släktet Uroleucon och familjen långrörsbladlöss. Inga underarter finns listade i Catalogue of Life.